# 程恩澤

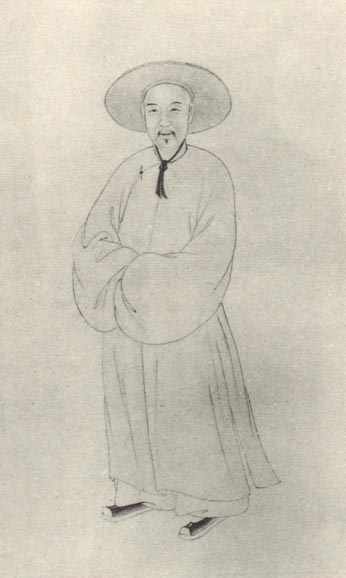
《清代学者象传》之程恩澤

程恩澤（1785年—1837年），字云芬，號春海，安徽歙縣人，清朝政治人物、學者、詩人，進士出身。程恩泽與祁寯藻是宋诗派代表人物，其影響及於同光体詩人。
程昌期之子。乾隆五十年生。師從凌廷堪，於金石、書畫、醫算，無不涉及。
嘉慶十六年（1811年）進士，授翰林院編修，歷官貴州學政、侍讀學士、內閣學士，官至戶部侍郎。
道光十七年，充经筵讲官，是年夏天中暑，逾月病重，七月二十九日卒。

## 延伸阅读
[在维基数据编辑]
 《清史稿·卷376》，出自趙爾巽《清史稿》
 在维基共享资源阅览影像